# Зіньковський Сергій Григорович
Сергій Григорович Зіньковський (19 березня 1955 — 11 січня 2024) — український борець і тренер з дзюдо та самбо, заслужений тренер України. Почесний громадянин міста Снігурівка Миколаївської області.

## Життєпис
Народився у місті Бахмач Чернігівської області. У шестирічному віці разом з сім'єю переїхав до міста Снігурівка Миколаївської області.
Зайняття спортом розпочав у шкільному віці, займався у секції греко-римської боротьби при Снігурівській ДЮСШ у тренерів М. М. Богданчука та А. В. Халангота. У 1972 році став переможцем юнацької першості України з самбо.
У 1973 році призваний на дійсну строкову військову службу, яку проходив у частині повітрянодесантних військ на території Одеського військового округу. В цей час став чемпіоном Молдавської РСР з самбо і дзюдо серед молоді, чемпіоном Збройних сил СРСР, чемпіоном повітрянодесантних військ СРСР серед молоді, чемпіоном Молдавської РСР з національної боротьби тринта. Виконав нормативи «майстра спорту» і удостоєний звання майстра спорту СРСР.
Після демобілізації свою тренерську діяльність розпочав у рідній Снігурівці на громадських засадах. На всеукраїнській спартакіаді школярів у Харкові підопічні С. Г. Зіньковського здобули кілька індивідуальних успіхів і посіли третє загальнокомандне місце. У 1976 році при Снігурівській ДЮСШ відкрите відділення дзюдо, а С. Г. Зіньковський його очолив.
Серед вихованців С. Г. Зіньковського — 3 майстри спорту міжнародного класу, 58 майстрів спорту України, понад 600 кандидатів у майстри спорту України.

## Нагороди і почесні звання
- Заслужений тренер України.
- Відмінник освіти України.
- Грамота Верховної Ради України (2015).
- Почесний громадянин міста Снігурівка.